# インヴィクタス・レコード
インヴィクタス・レコードは、アメリカ合衆国のレコード・レーベル。デトロイトで、モータウン・レコードを離脱したホーランド＝ドジャー＝ホーランドが1968年に設立した
。全盛期は70年から71年ごろで、チェアメン・オブ・ザ・ボードやフレダ・ペインらがクロスオーバー・ヒットを放った。

## ディスコグラフィ
- Give Me Just a Little More Time - Chairmen of the Board  [1970] (5-70, #133)
- Band of Gold  - Freda Payne [1970] (8-70, #60)
- Osmium (album)|Osmium - Parliament  [1970]
- Self Portrait  - Ruth Copeland [1970]
- In Session - Chairmen of the Board [1970] (11-70, #117)
- Inside the Glass House - The Glass House  [1971]
- The 8th Day - 8th Day [1971] (8-71, #131)
- Contact  - Freda Payne [1971] (6-71, #76)